# Кинджал (ЗРК)

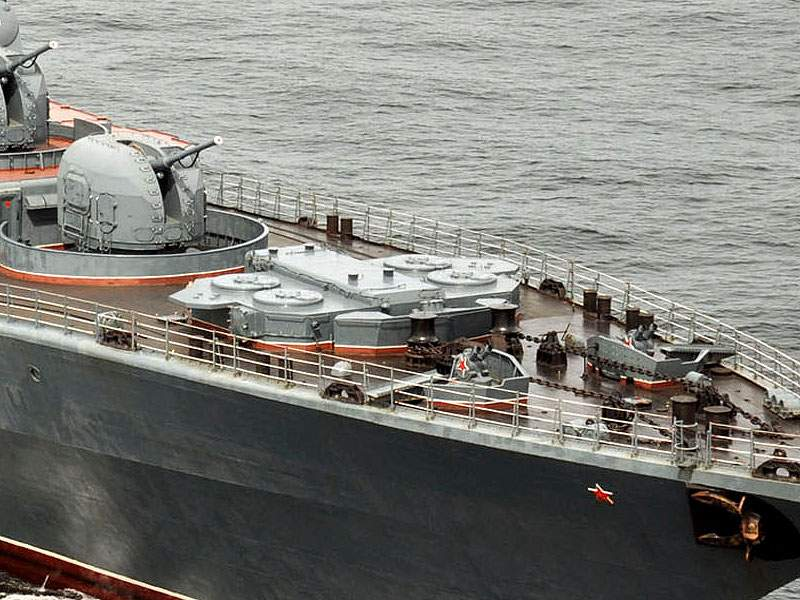
УВП ЗРК «Кинджал» на БПК «Сєвєроморськ»

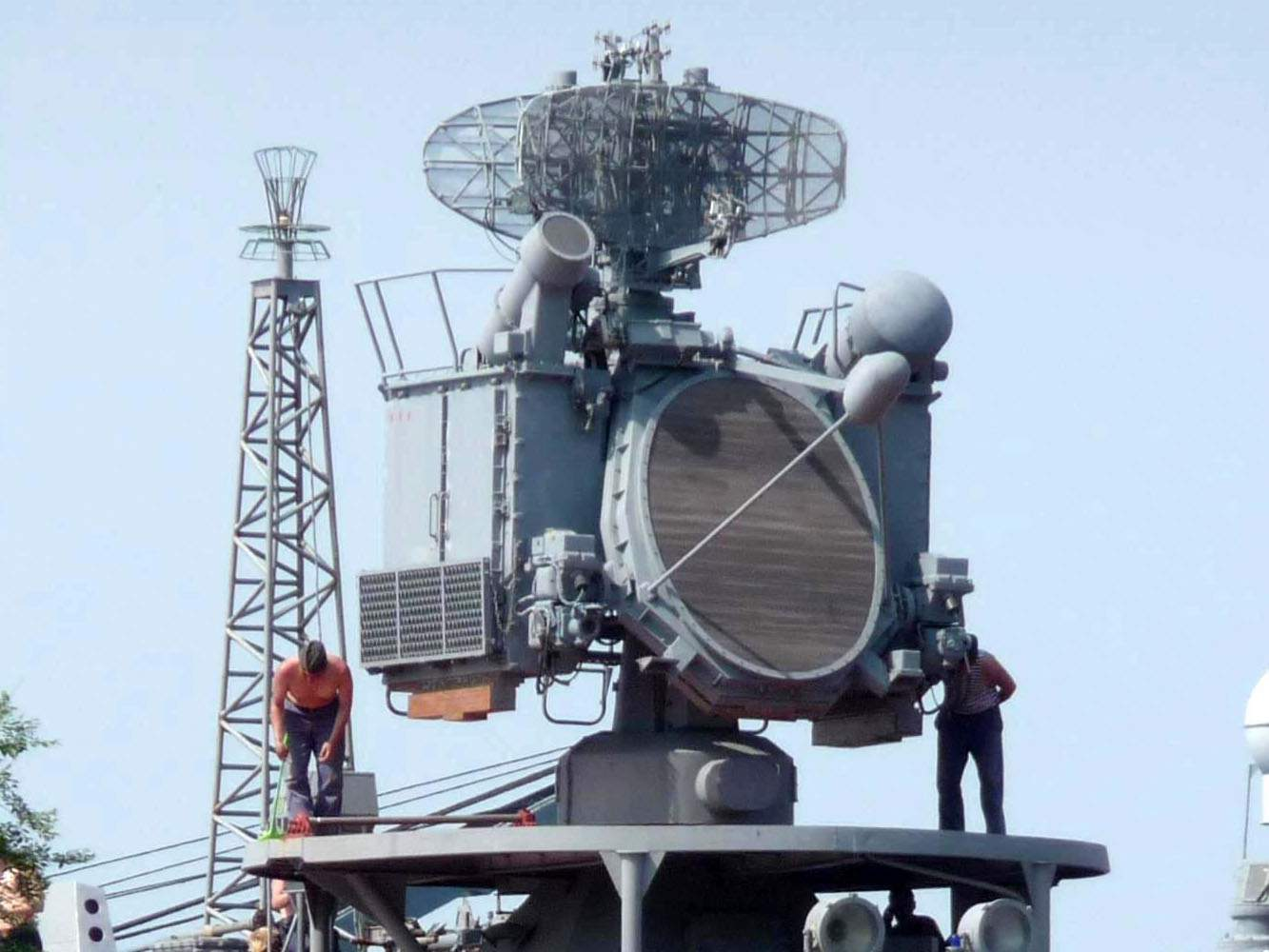
Антенний пост ЗРК «Кинджал» на БПК «Адмірал Виноградов»

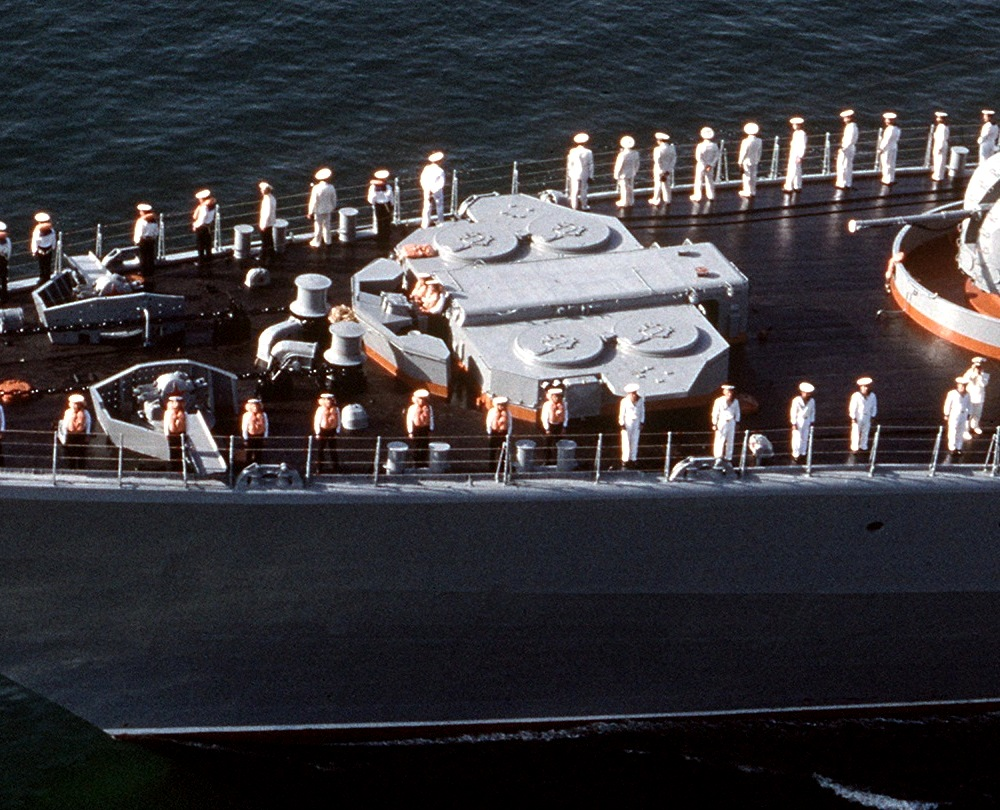
УВП ЗРК «Кинджал» на БПК «Адмірал Виноградов»

ЗРК «Кинджал» (Індекс ГРАУ — 3К95, експортне найменування — Клинок, за класифікацією МО США і НАТО — SAN-9 Gauntlet) — радянський і російський багатоканальний, всепогодний зенітно-ракетний комплекс морського базування, призначений для відбиття масованих нальотів із застосуванням засобів повітряного нападу (протикорабельних і протирадіолокаційних ракет, керованих і некерованих бомб тощо) у ближній зоні (до 12 км).
Комплекс розроблено НВО «Альтаїр» під керівництвом Фадєєва С. А. Прийнятий на озброєння у 1989 році.

## Використання
Може бути розміщений на кораблі водотоннажністю понад 800 т. Комплексом озброєні:
- Авіаносний крейсер «Адмірал флоту Радянського Союзу Кузнєцов» — 24 установки по 8 ракет
- Атомний ракетний крейсер «Петро Великий» (проект 1144.4) — 16 установок по 8 ракет
- Великі протичовнові кораблі проєкту 1155 — 8 установок по 8 ракет
- Сторожові кораблі проєкту 11540 — 4 установки по 8 ракет

## Ракети
9М330-2 одноступінчаті твердопаливні телекеровані, уніфіковані з ракетою сухопутних військ «Тор-М1» (за класифікацією МО США і НАТО — SA-15 Gauntlet).
Підпалубні пускові установки комплексу «Кинджал», складаються з 3-4 пускових модулів барабанного типу по 8 ТПК з ракетами в кожному. Вага пускового модуля без ракет — 41,5 т, займана площа — 113 кв. м. Розрахунок комплексу складається з 13 осіб.  [Архівовано 6 Лютого 2012 у Wayback Machine.]
Старт ракети — вертикальний, з допомогою газової катапульти. Після старту відбувається запуск маршового двигуна і керування ракети газодинамічною системою на ціль. Перезарядка — автоматична, інтервал пуску — 3 секунди.

## Тактико-технічні характеристики
- Дальність ураження цілей: 1,5 — 12 км (при підключенні артустановки калібру 30 мм від 200 м)
- Висота ураження цілей: 10 — 6000 м
- Швидкість цілей: до 700 м/с
- Число одночасно обстрілюваних цілей в секторі 60×60°[2]: до 4
- Кількість ЗУР, що одночасно наводяться: до 8
- Спосіб наведення: телеуправління
- Дальність виявлення цілей на висоті 3,5 км від власних засобів виявлення: 45 км
- Основний режим роботи: автоматичний
- Час реакції з низько летючої цілі: 8 с
- Скорострільність: 3 с
- Час приведення комплексу в бойову готовність:
  - з «холодного» стану не більше 3 хв,
  - з чергового режиму — 15 с
- Боєзапас: 24-64 ЗУР
- Вага ЗУР: 165 кг
- Вага бойової частини: 15 кг
- Вага комплексу: 41 т
- Особовий склад: 13 осіб